# Georg Misch
Georg Misch (Berlín, 5 de abril de 1878-Gotinga, 10 de junio de 1965) fue un filósofo alemán, adscrito a las tendencias vitalistas de su época e influenciado sobre todo por Wilhelm Dilthey.

## Vida y obra
Misch se doctoró en filosofía en 1900 en la Universidad de Berlín. La misma universidad le otorgó la venia legendi en 1905. A partir de 1911, se desempeñó como profesor extraordinario en la Universidad de Marburgo. En 1916, comenzó a profesar en la Universidad de Gotinga, donde alcanzó el puesto de profesor ordinario en 1919, pero tuvo que retirarse obligatoriamente bajo la presión del gobierno nacionalsocialista y de sus leyes racistas (Misch era de ascendencia judía). Consecuentemente, vivió como exiliado de 1939 a 1946 en Inglaterra. 
Misch fue el autor de una monumental 'Historia de la Autobiografía' en cuatro volúmenes (Geschichte der Autobiographie, 1907 en adelante). Además, fue el autor de una de las primeras apropiaciones críticas del pensamiento de Husserl y de Heidegger, y recepcionó a la fenomenología desde el punto de vista de la filosofía de su suegro Dilthey: Lebensphilosophie und Phänomenologie. Eine Auseinandersetzung der Diltheyschen Richtung mit Heidegger und Husserl, Leipzig 1930.